# Thaumatobactron unicolor
Thaumatobactron unicolor är en insektsart som beskrevs av Frank H.Hennemann och Oskar V.Conle 1998. Thaumatobactron unicolor ingår i släktet Thaumatobactron och familjen Phasmatidae. Inga underarter finns listade i Catalogue of Life.